# Venacalva dichas
Venacalva dichas är en tvåvingeart som beskrevs av Ian David Whittington 2003. Venacalva dichas ingår i släktet Venacalva och familjen bredmunsflugor. Inga underarter finns listade i Catalogue of Life.